# Aeroportul Düsseldorf

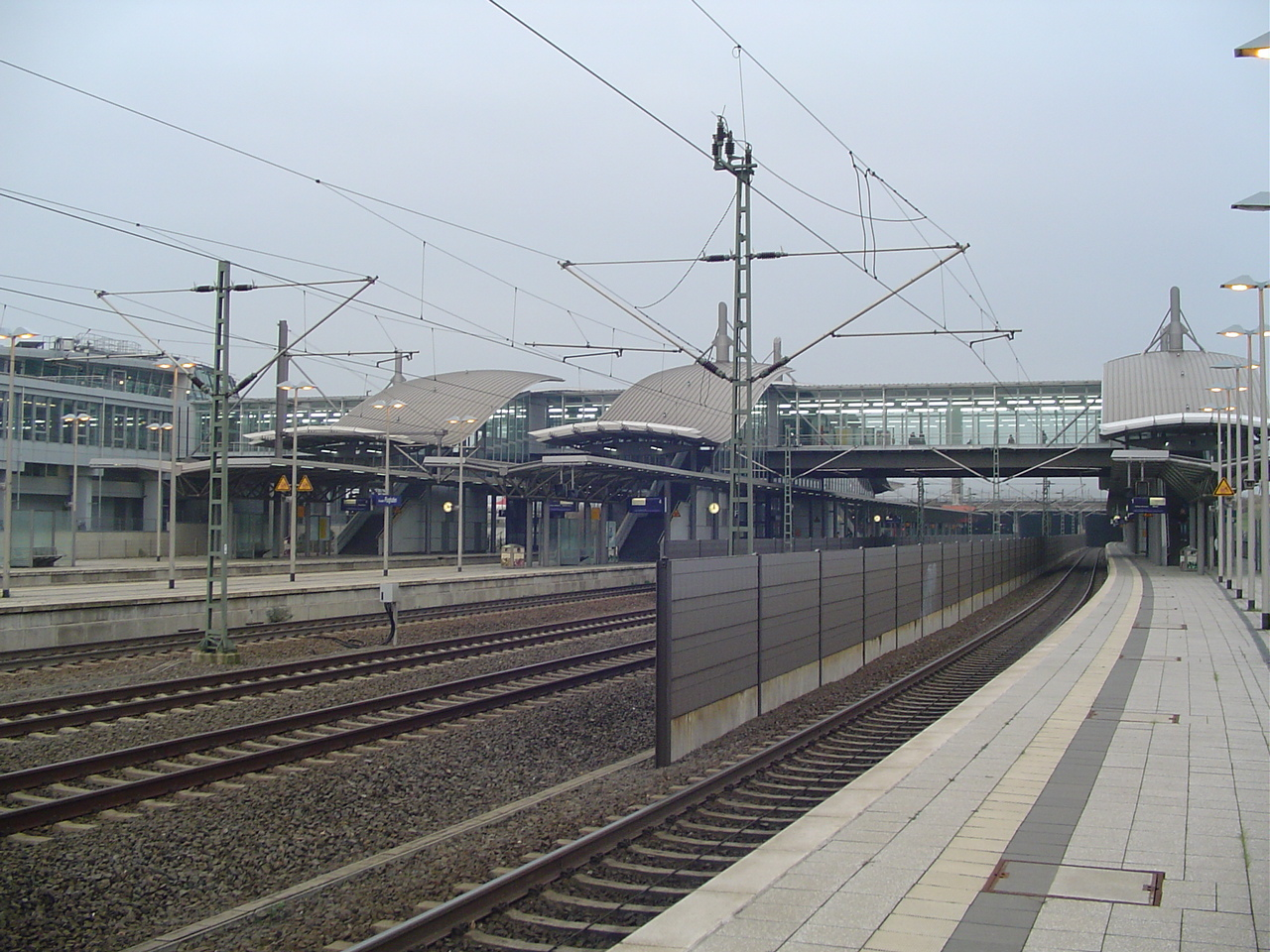
Gara de mari distanțe, vedere din aeroport

Aeroportul Düsseldorf (IATA: DUS, ICAO: EDDL) (în germană Flughafen Düsseldorf) este situat la 6 km nord de Düsseldorf în landul Renania de Nord - Westfalia, Germania.

## Traficul de pasageri
|  | Graficele sunt indisponibile din cauza unor probleme tehnice. Mai multe informații se găsesc la Phabricator și la wiki-ul MediaWiki. |

Vezi interogarea Wikidata.

## Destinații
| Companii aeriene                                                 | Destinații |
| ---------------------------------------------------------------- | --- |
| Aegean Airlines                                                  | Atena, Heraklion, Salonic Seasonal charter: Rhodos |
| Aer Lingus                                                       | Dublin |
| Aeroflot                                                         | Moscova-Sheremetyevo |
| Aeroflot operat de Rossiya                                       | St Petersburg |
| Afriqiyah Airways                                                | Tripoli |
| Air China                                                        | Beijing-Capital |
| Air France                                                       | Paris-Charles de Gaulle |
| Air Malta                                                        | Malta |
| Air Via                                                          | Charter sezonier: Burgas, Varna |
| airBaltic                                                        | Riga |
| American Airlines                                                | Chicago-O'Hare |
| Atlasjet                                                         | Charter sezonier: Antalya |
| Austrian Airlines operat de Tyrolean Airways                     | Graz, Linz, Viena |
| Belle Air Europe                                                 | Pristina, Skopje |
| British Airways                                                  | Londra-Heathrow |
| British Airways operat de Eastern Airways                        | Londra-City (începând cu 1 septembrie 2013) |
| British Airways operat de Sun Air Scandinavia                    | Billund |
| Bulgarian Air Charter                                            | Charter sezonier: Burgas, Varna |
| Condor                                                           | Antalya, Arrecife, Fuerteventura, Hurghada, Jerez de la Frontera, Larnaca, Las Palmas de Gran Canaria, Santa Cruz de la Palma, Sharm el-Sheikh, Tenerife-South Sezonier: Agadir, Chania, Corfu, Dalaman, Djerba, Dubai, Heraklion, Ibiza, Kos, Malta, Rhodos, Santorini |
| Corendon Airlines                                                | Antalya |
| Croatia Airlines                                                 | Sezonier: Dubrovnik, Split |
| Czech Airlines                                                   | Praga |
| Delta Air Lines                                                  | Atlanta |
| EasyJet                                                          | Londra-Gatwick, Roma-Fiumicino |
| EasyJet Switzerland                                              | Basel/Mulhouse |
| Emirates                                                         | Dubai |
| Etihad Airways                                                   | Abu Dhabi |
| Finnair                                                          | Helsinki |
| Finnair operat de Flybe Nordic                                   | Helsinki |
| Flybe                                                            | Birmingham, Manchester Sezonier: Exeter |
| Fly Georgia                                                      | Tbilisi |
| Freebird Airlines                                                | Charter sezonier: Antalya, Ercan, Istanbul-Atatürk, Izmir |
| Germania                                                         | Arrecife, Erbil, Fuerteventura, Las Palmas de Gran Canaria, Istanbul-Sabiha Gökçen, Pristina, Skopje, Sulaymaniyah, Tenerife-South, Kutahya |
| Germanwings                                                      | Pristina, Split |
| Hahn Air                                                         | Luxemburg |
| Hamburg Airways                                                  | Hurghada, Seasonal: Antalya, Burgas, Gazipasa, Kostanay, Pristina, Salonic (începând cu 2 iulie 2013), Varna |
| HOP!                                                             | Lyon, Nantes |
| Iberia operat de Air Nostrum                                     | Madrid |
| Iberia Express                                                   | Madrid |
| Iraqi Airways                                                    | Erbil, Sulaimaniyah |
| Israir Airlines                                                  | Sezonier: Tel Aviv-Ben Gurion |
| InterSky                                                         | Friedrichshafen |
| Jet2.com                                                         | Leeds/Bradford |
| KLM operat de KLM Cityhopper                                     | Amsterdam |
| LOT Polish Airlines                                              | Varșovia-Chopin |
| Lufthansa                                                        | Barcelona, Basel/Mulhouse, Berlin-Tegel, Bilbao, Birmingham, Bologna, Budapesta, Chicago-O'Hare, Dresda, Frankfurt, Funchal (până la 9 noiembrie 2013), Hamburg, Helsinki, Istanbul-Atatürk, Kiev-Boryspil, Lisabona, Londra-Heathrow, Málaga, Marrakech, Milano-Malpensa, Moscova-Vnukovo, München, Newark, Nisa, Nürnberg, Palma de Mallorca, Paris-Charles de Gaulle, Roma-Fiumicino, St Petersburg, Stockholm-Arlanda, Stuttgart, Tel Aviv-Ben Gurion, Toronto-Pearson, Valencia, Veneția-Marco Polo, Viena, Zürich Sezonier: Dubrovnik, Ibiza, Jerez de la Frontera (începând cu 22 iulie 2013), Jersey, Menorca (începând cu 20 iulie 2013), Miami, Newquay, Oslo-Gardermoen, Reykjavik-Keflavik, Varna (începând cu 26 iulie 2013) |
| Lufthansa Regional operat de Eurowings                           | Basel/Mulhouse, Berlin-Tegel, Bilbao, Birmingham, București, Budapesta, Dresda, Geneva, Glasgow-International, Gothenburg-Landvetter, Katowice, Cracovia, Leipzig/Halle, Lyon, Madrid, Manchester, Milano-Malpensa, Napoli, Newcastle upon Tyne, Nürnberg, Oslo-Gardermoen, Paris-Charles de Gaulle, Poznan, Praga, Stockholm-Arlanda, Torino, Viena, Varșovia-Chopin, Westerland, Wroclaw, Zürich Sezonier: Bari, Cardiff, Catania, Dublin, Dubrovnik, Knock, Newquay, Olbia, Reykjavik-Keflavik, Sármellék, Sofia, Zadar |
| Lufthansa Regional operat de Lufthansa CityLine                  | Birmingham, Frankfurt, Geneva, Cracovia, Leipzig/Halle, Madrid, Milano-Malpensa, Oslo-Gardermoen, Praga, St Petersburg, Varșovia-Chopin |
| Mahan Air                                                        | Teheran-Imam Khomeini |
| Middle East Airlines                                             | Sezonier: Beirut |
| Nouvelair                                                        | Enfidha |
| Pegasus Airlines                                                 | Ankara, Istanbul-Sabiha Gökçen, Izmir, Kayseri |
| Royal Air Maroc                                                  | Sezonier: Nador |
| S7 Airlines                                                      | Sezonier: Moscova-Domodedovo |
| Scandinavian Airlines                                            | Copenhaga, Oslo-Gardermoen, Stockholm-Arlanda |
| SunExpress                                                       | Izmir Sezonier: Antalya, Istanbul-Sabiha Gökcen |
| SunExpress operat de SunExpress Deutschland                      | Adana, Ankara, Antalya, Elazig, Erbil, Hurghada, Gaziantep, Gazipașa (începând cu 5 noiembrie 2013), Kayseri, Las Palmas Sezonier: Marsa Alam |
| Swiss International Air Lines                                    | Zürich |
| Swiss International Air Lines operat de Swiss European Air Lines | Zürich |
| TAP Portugal                                                     | Lisabona |
| TUIfly                                                           | Antalya, Arrecife, Fuerteventura, Hurghada, Las Palmas de Gran Canaria, Marsa Alam, Sharm el-Sheikh, Tenerife-South Sezonier: Agadir, Corfu, Dalaman, Faro, Heraklion, Ibiza, Jerez de la Frontera, Kos, Luxor, Minorca, Palma de Mallorca, Patras/Araxos, Rhodos |
| Tunisair                                                         | Tunis Charter sezonier: Djerba, Enfidha |
| Turkish Airlines                                                 | Ankara, Istanbul-Atatürk Sezonier: Adana, Kayseri, Samsun, Trabzon |
| Turkish Airlines operat de SunExpress                            | Istanbul-Sabiha Gökçen (începând cu 27 octombrie 2013) |
| Vueling                                                          | Barcelona |
| WOW Air                                                          | Sezonier: Reykjavík-Keflavík |